# Luhuso
Luhuso (en francès i oficialment Louhossoa) és un municipi d'Iparralde al territori de Lapurdi, que pertany administrativament al departament dels Pirineus Atlàntics (regió de la Nova Aquitània).
Coneguda com a Lourhousane en 1595, Lahaussoa en 1683, Louhossiüa en 1690, i Montagne sud Nive durant la Revolució Francesa, la comuna està recorreguda pel riu Niva, afluent de l'Ador i limita al nord amb Kanbo, a l'oest amb Itsasu, al sud amb Bidarrai i a l'est amb Makea. El poble va ser poblat a la fi del segle xvi i es va desenvolupar a partir del descobriment d'un jaciment de feldespat i caolí en 1836.

## Demografia
| 1901 | 1962 | 1968 | 1975 | 1982 | 1990 | 1999 |
| ---- | ---- | ---- | ---- | ---- | ---- | ---- |
| 527  | 481  | 452  | 505  | 508  | 521  | 580  |
|      |      |      |      |      |      |      |